# 39332 Lauwaiming
39332 Lauwaiming este o planetă minoră (asteroid), cu un diametru de 6,692 km, din centura de asteroizi. A fost descoperită pe 11 ianuarie 2002 la Observatorul Desert Eagle de William Kwong Yu Yeung. 
Obiectul prezintă o orbită caracterizată de o semiaxă mare de 3,0825456 UAi, o excentricitate de 0,05, o înclinație de 11,71212 ° în raport cu ecliptica.